# Es Migjorn Gran

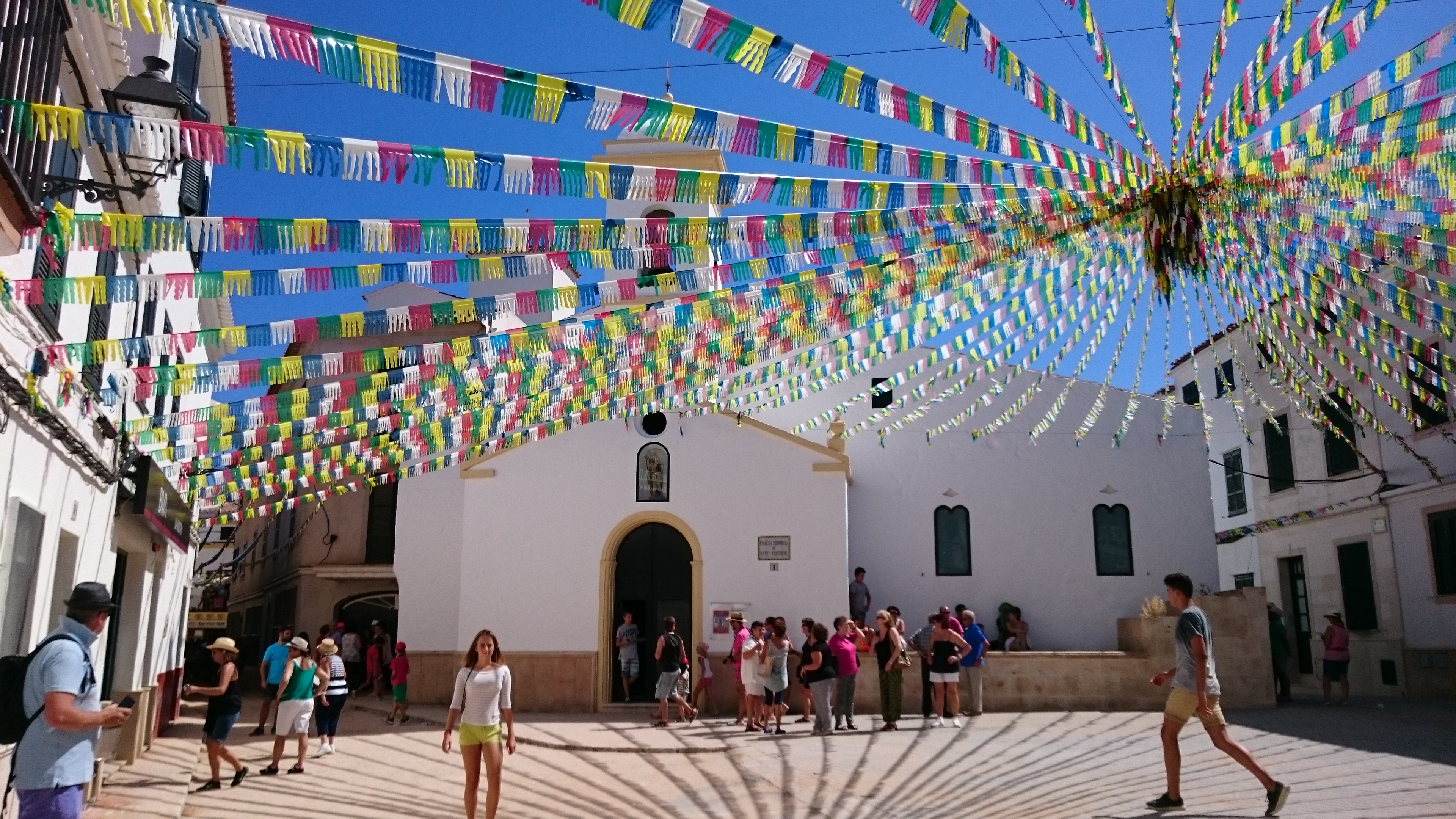
Plaza Mayor e iglesia parroquial de San Cristóbal

Es Migjorn Gran (también llamado en español San Cristóbal) es una localidad y municipio español situado en la parte centro-sur de Menorca, en la provincia y comunidad autónoma de las Islas Baleares. A orillas del mar Mediterráneo, este municipio limita con los de Ferrerías, el Mercadal y Alayor.
El municipio comprende los núcleos de población de San Cristóbal —capital municipal— y Santo Tomás, que es una urbanización construida en los años 60 del siglo XX.

## Símbolos

### Escudo
El blasón que viene usando el municipio tiene la siguiente descripción:

Escudo en forma de elipse. De plata (blanco) una palmera de su color natural, terrasada de sinople (verde).

## Historia
El pueblo se formó durante la segunda dominación británica alrededor de una capilla llamada de San Cristóbal, en la zona de Binicodrellet, que en 1769 edificó Cristóbal Barber Ametller en honor a su santo patrón. De 1912 a 1913 se publicó en esta localidad el periódico Llum Nova («Luz Nueva»), uno de los primeros boletines en el dialecto menorquín. Hasta el año 1988 el pueblo conservó su nombre oficial en castellano, San Cristóbal, que pasó a denominarse Es Migjorn Gran. No fue hasta 1989 cuando adquirió el rango de municipio, al segregarse del Mercadal.

## Geografía
El municipio limita al oeste con Ferrerías; al norte con el Mercadal; al este con Alayor; y al sur tiene salida al mar Mediterráneo.
| Noroeste: Ferrerías        | Norte: Ferrerías y Mercadal | Nordeste: Mercadal        |
| Oeste: Ferrerías           |                             | Este: Alayor              |
| Suroeste: mar Mediterráneo | Sur: mar Mediterráneo       | Sureste: mar Mediterráneo |

### Playas
El municipio cuenta con siete playas, la mayoría de fina arena blanca y aguas cristalinas, que son: cala Trabeluja (Trebalúger), cala Fustán (Fustam), cala Escorxada, Binigaus, Binicodrell, Santo Tomás (Sant Tomàs) y una pequeña parte de Son Bou.

### Islotes
Dentro de su término municipal también se encuentran tres pequeños islotes, entre los que destaca el de Binicodrell.

## Demografía
Es Migjorn Gran cuenta con una población de 1690 habitantes (INE 2024).
| Gráfica de evolución demográfica de Es Migjorn Gran entre 1991 y 2021 |
| |
| Población de derecho según los censos de población del INE Población de hecho según los censos de población del INEEntre el censo de 1991 y el anterior, aparece este municipio porque se segrega del municipio Mercadal |

Según el Instituto Nacional de Estadística de España, en 2019 el municipio contaba con 1405 habitantes censados, que se distribuyen de la siguiente manera:
| Unidad poblacional | Hab. |
| ------------------ | ---- |
| San Cristóbal      | 1281 |
| Santo Tomás        | 79   |
| Diseminado         | 45   |
| Total              | 1405 |

## Servicios

### Carreteras
San Cristóbal se encuentra a 22 km de Mahón —capital insular— y a 23 km de Ciudadela, la principal ciudad de Menorca y sede del partido judicial al que pertenece.
Las principales vías del municipio son:
| Identificador | Denominación                 | Itinerario                |
| ------------- | ---------------------------- | ------------------------- |
| Me-16         | De Me-1 a Me-18              | Alayor - San Cristóbal    |
| Me-18         | Del Mercadal a Santo Tomás   | Mercadal - Santo Tomás    |
| Me-20         | De Ferrerías a San Cristóbal | Ferrerías - San Cristóbal |

### Sanidad
Pertenece a la zona básica de salud de Ferrerías, en el sector sanitario de Menorca. El pueblo cuenta con una unidad básica de salud (UBS) situada en la calle Mayor, 26.

### Educación
Existen dos centros educativos, ambos públicos: el colegio de educación infantil y primaria Francesc d'Albranca y la escuela infantil Xibit.

## Economía
Las playas y calas del municipio ocupan unos 2250 metros cuadrados, de los cuales 900 pertenecen en la playa de Santo Tomás, junto a la cual se construyó una urbanización del mismo nombre. Las actividades económicas predominantes de San Cristóbal son el turismo y la construcción, aunque también se encuentran en activo algunas explotaciones agrarias. La actividad turística, que supone más del 50% del PIB de Menorca, tiene lugar entre los meses de abril y octubre.

## Administración y política
| Partido político                                   | 2023  | 2023  | 2023       | 2019  | 2019  | 2019       | 2015  | 2015  | 2015       | 2011  | 2011  | 2011       | 2007  | 2007  | 2007       |
| Partido político                                   | %     | Votos | Concejales | %     | Votos | Concejales | %     | Votos | Concejales | %     | Votos | Concejales | %     | Votos | Concejales |
| Partido Popular (PP)                               | 64,35 | 585   | 6          | 47,88 | 396   | 5          | 34,57 | 261   | 3          | 42,63 | 341   | 4          | 43,45 | 358   | 4          |
| Partit Socialista de les Illes Balears (PSIB-PSOE) | 32,89 | 299   | 3          | 47,27 | 391   | 4          | 60,26 | 455   | 6          | 53,00 | 424   | 5          | 41,87 | 345   | 4          |
| Alternativa per Es Migjorn Gran (APMG)             | —     | —     | —          | —     | —     | —          | —     | —     | —          | —     | —     | —          | 13,11 | 108   | 1          |

## Cultura

### Patrimonio

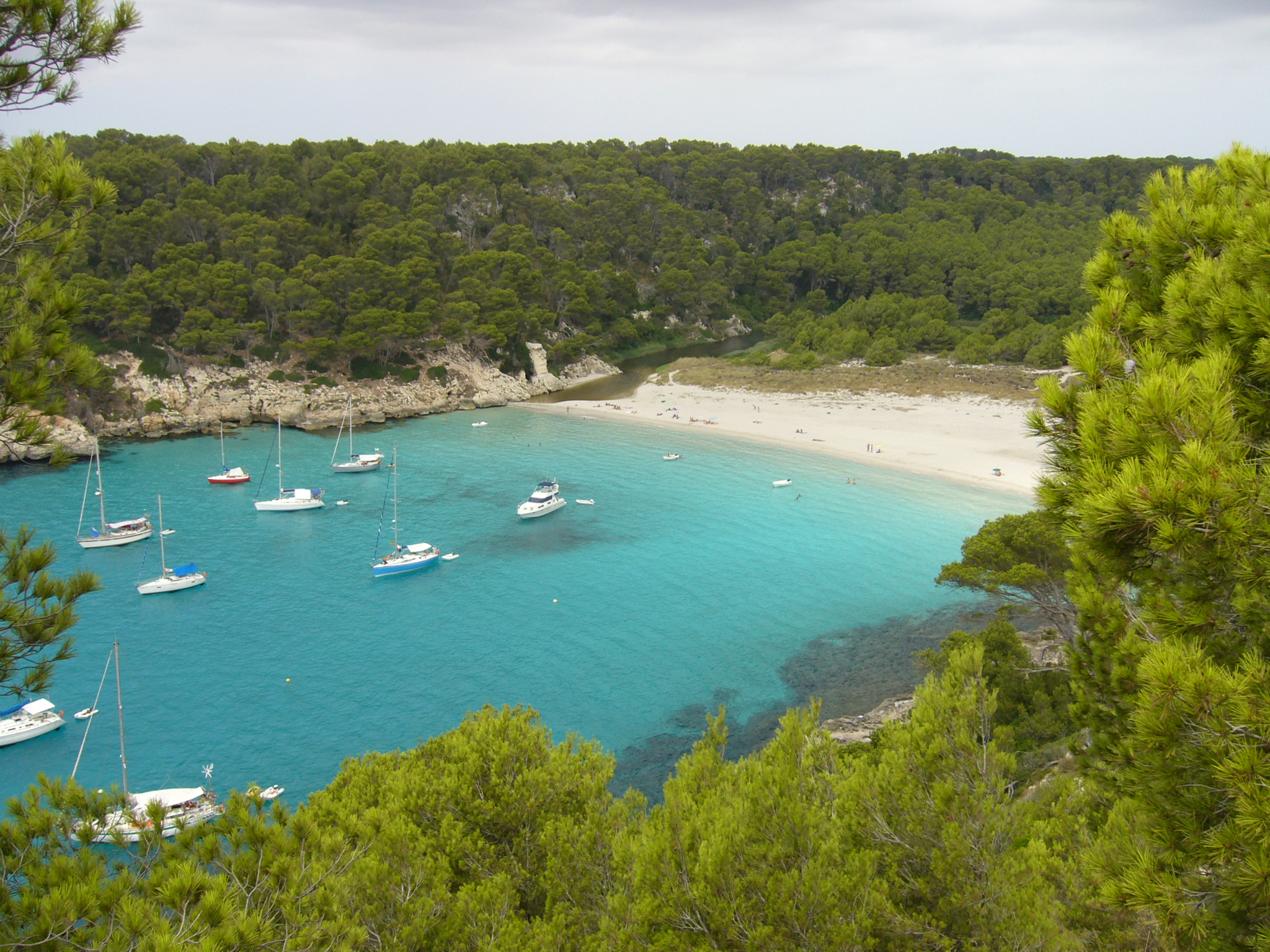
Cala Trabeluja

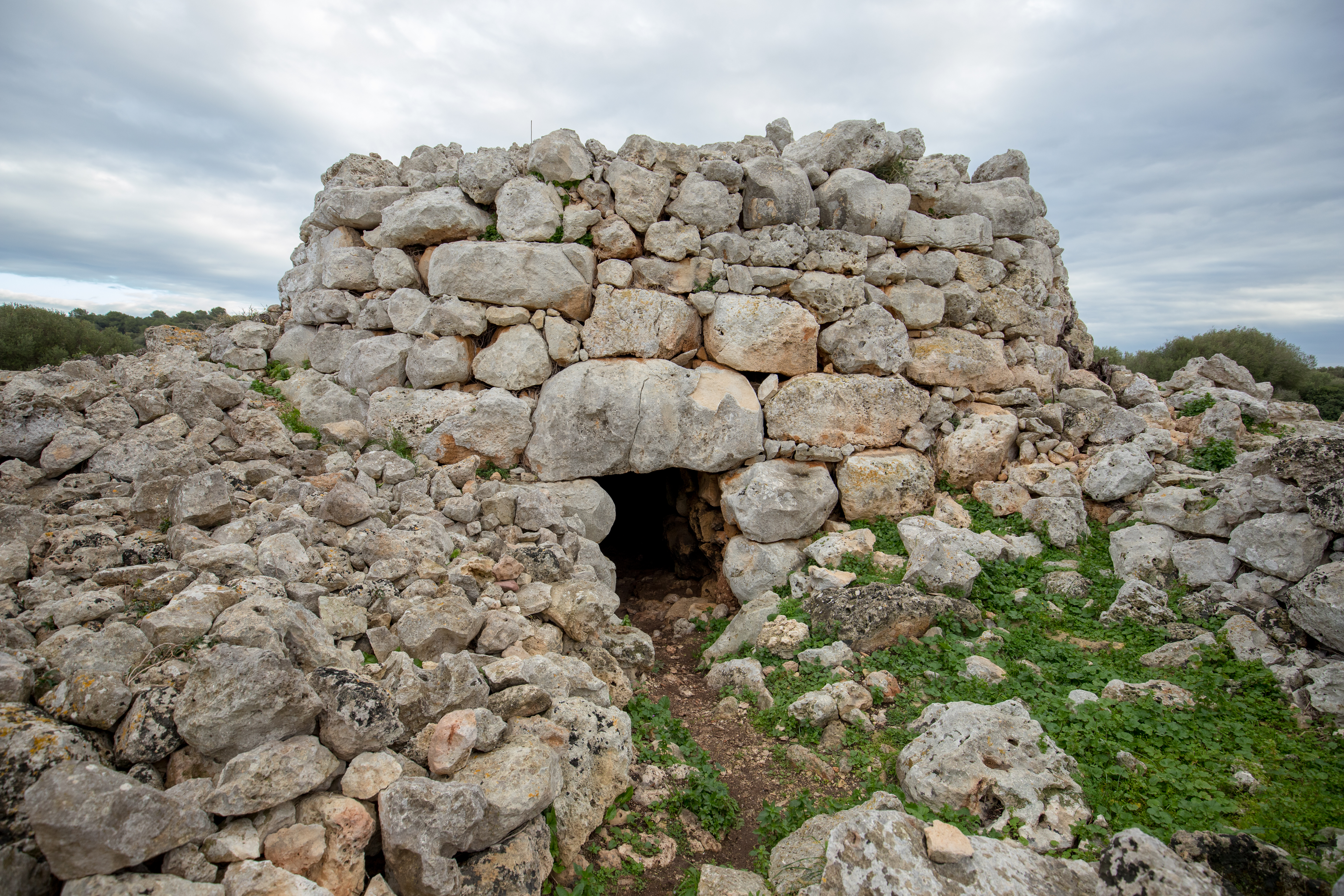
Talayot de San Agustí

Es un pueblo tradicional menorquín, de calles tranquilas y casas blancas con las ventanas de madera pintada de verde. Desde la localidad se puede acceder en las playas de Binigaus, Santo Tomás —una de las más largas de Menorca—, cala Trabeluja, cala Escorxada y cala Fustán. En el barranco de Binigaus se encuentra la cueva des Coloms (o «cueva de las Palomas»). Por otro lado, el término municipal de San Cristóbal ha mantenido un gran número de restos arqueológicos del Neolítico, como la sala hipóstila del Gallinero de Madona, los talayots de Binicodrell, el yacimiento arqueológico de Santa Mónica, la cueva des Coloms (popularmente, La Catedral) y el poblado de San Agustín Viejo (Sant Agustí Vell).

### Leyendas
Una de las leyendas más famosas de San Cristóbal es la de la mujer de mármol (sa dona de marbre). Dice la leyenda que era una giganta enamorada de un gigante de la tribu enemiga. Cuando los padres de él lo mataron arrojándolo por un barranco, el dolor la convirtió en piedra. Antes de ser derribada por un rayo, la piedra parecía realmente una dama sedente. Y se asegura que en las noches de viento salían de ella unos sonidos, parecidos a lamentos.

### Fiestas

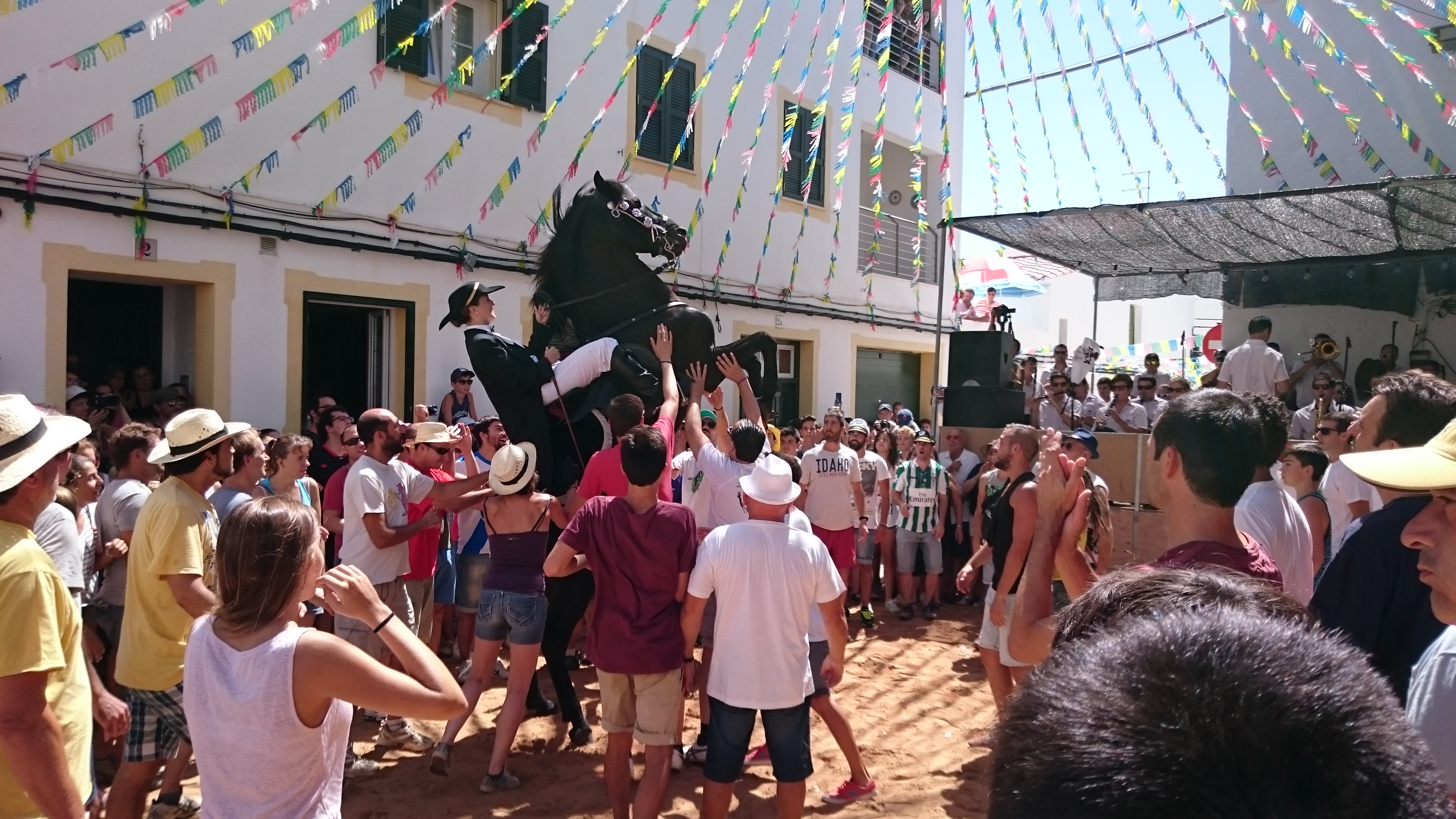
Fiestas de San Cristóbal de las Corridas, en 2015

#### San Cristóbal del santo
Es la celebración litúrgica del patrón del pueblo, San Cristóbal de Licia, y tiene lugar el 10 de julio. Por la mañana se celebra una eucaristía solemne, y después, por la tarde, se realiza una procesión del santo por las calles del pueblo. Una vez acabada, se bendicen los vehículos ante la iglesia parroquial, puesto que San Cristóbal también es el patrón de los conductores. La fiesta acaba con degustación de pastissets y ginebra en la calle que lleva el nombre del santo.

#### San Cristóbal de las Corridas
Son las fiestas populares del pueblo. Se celebran el quinto fin de semana de julio o el primero de agosto. Sigue la estructura de la fiesta propia de Menorca, con los caballos y la música. Un total de treinta cajeros (caixers) y caballeros (cavallers) participan en la Qualcada, asistiendo a los oficios religiosos de Completas (sábado) y Misa de cajeros (domingo), los caracoles por el pueblo y el acto más popular y multitudinario, el Jaleo, el cual se compone de tres vueltas, con el añadido de las cañas el domingo. La junta de cajeros la componen el Cajero alcalde, el alcalde o un representante del Ayuntamiento, el Cajero cura, el rector u otro presbítero, el Cajero soltero, el Cajero casado y el fabioler. El lunes se recrea una parodia de la fiesta protocolaria sustituyendo los caballos por asnos.